# Villa Comunale de Nápoles
La Villa Comunale (antes Villa Reale o Real Passeggio di Chiaia, luego Villa Nazionale y Villa Municipale) es uno de los principales jardines históricos de la ciudad de Nápoles, Italia.
El amplio jardín, plantado con encinas, pinos, palmeras y eucaliptos, se extiende por más de 1 km², entre Piazza della Vittoria y Piazza della Repubblica, flanqueado por la Riviera di Chiaia y Via Francesco Caracciolo.

## Historia
Su primer núcleo se remonta a 1697, cuando el Virrey español Luis Francisco de la Cerda, duque de Medinaceli, hizo plantar a lo largo de la Riviera di Chiaia una doble hilera de árboles embellecida con trece fuentes, proporcionando una primera idea de paseo desde la Puerta de Chiaia hasta la Cripta Napolitana. 
Entre 1778 y 1780 la zona de la playa a lo largo de la Riviera fue convertida en un verdadero paseo, un jardín urbano muy en boga en esa época, por voluntad del rey Fernando IV de Nápoles y por obra del arquitecto Carlo Vanvitelli, hijo del más conocido Luigi, en línea con el Salón del Prado planteado por su padre, Carlos III de España. Vanvitelli contó con la colaboración del botánico Felice Abbate, jardinero real.

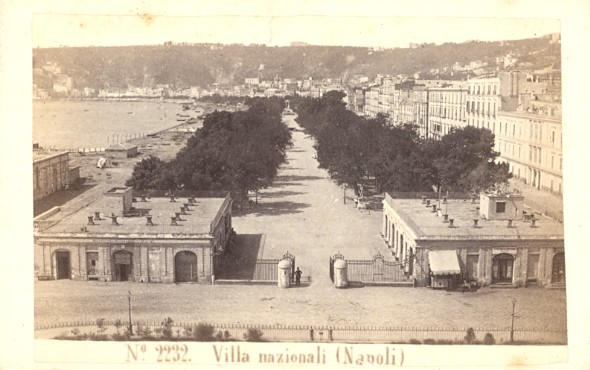
La Villa Comunale antes de la realizazión de Via Caracciolo (foto de Giorgio Sommer).

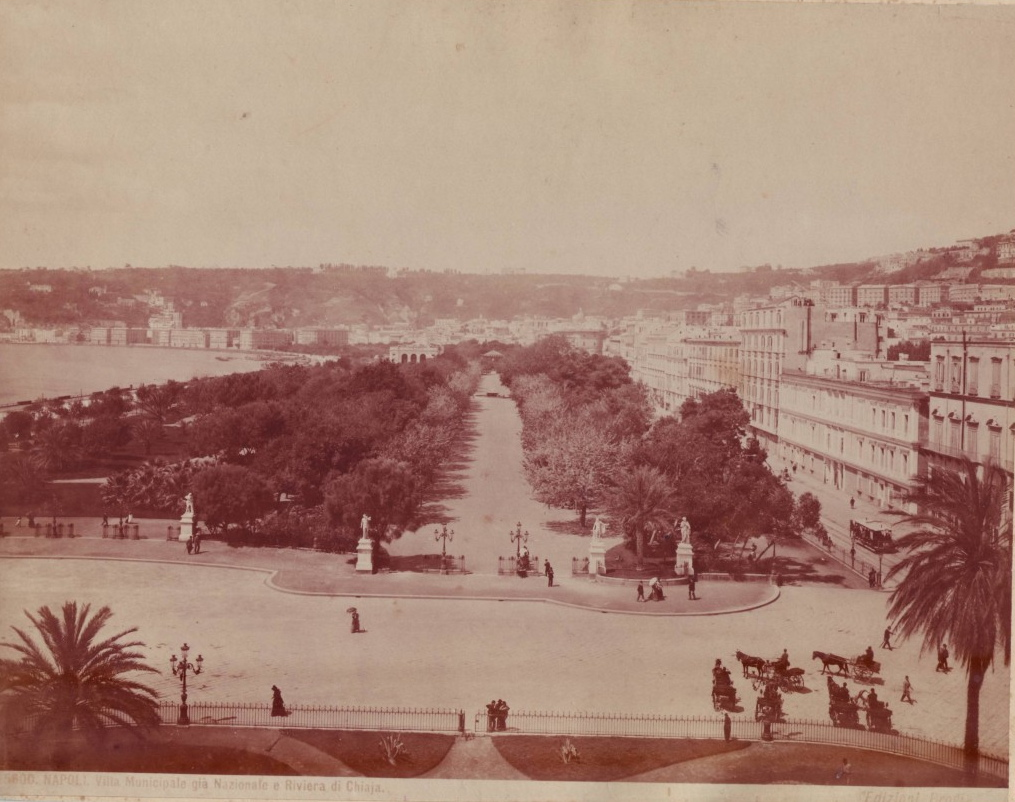
La Villa en una foto de finales del de Giacomo Brogi.

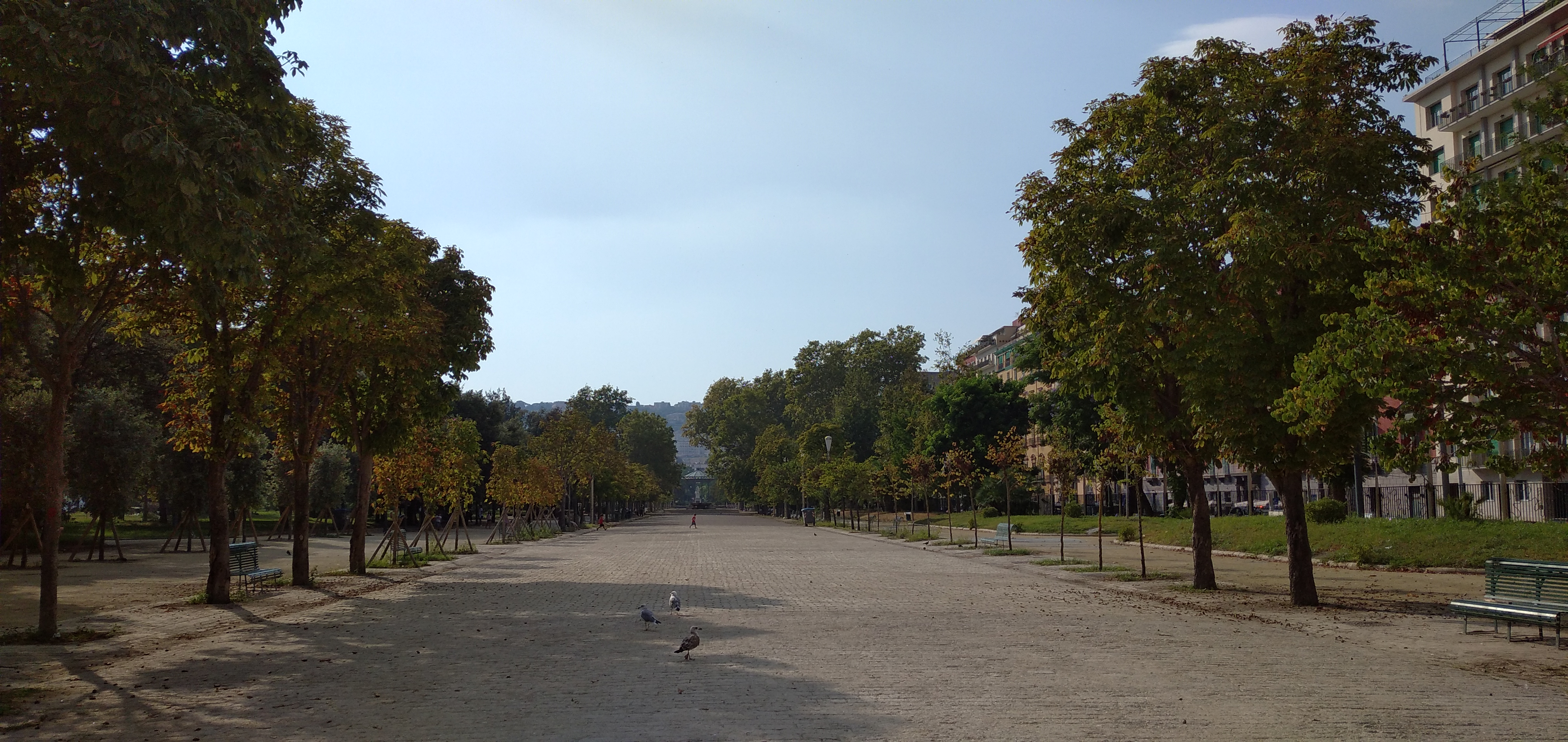
La avenida principal.

A principios del siglo XIX la Villa fue ampliada y rediseñada por los arquitectos Stefano Gasse y Paolo Ambrosino, según la voluntad de José Bonaparte quien decretó las obras en 1807. El alemán Friedrich Dehnhardt, inspector del Jardín Botánico de Nápoles, se ocupó de la elección de las esencias arbóreas. Con la realización del llamado boschetto (bosquecillo) el aspecto de un paseo arbolado rectilíneo, que caracterizaba fundamentalmente la Villa hasta ese momento, fue flanqueado por el de un parque urbano, con senderos y parterres, según el pensamiento romántico de aquella época. Una nueva ampliación se llevó a cabo con proyecto del mismo Gasse hacia Oeste (hasta la actual Plaza de la República) en 1834.
En 1869 la Villa fue denominata comunale (a veces mencionada con el sinónimo municipale). Con la ampliación del litoral para realizar Via Caracciolo, a partir de los años 1880 la Villa fue ampliada hacia el mar. Se realizó una nueva entrada principal en Piazza Vittoria, derribando la vieja proyectada por Vanvitelli, constituida por dos pabellones simétricos, llamados casini; en su lugar se colocaron ocho estatuas neoclásicas que anteriormente estaban en el interior.
La parte occidental de la Villa fue la sede de los pabellones (provisionales) de la Exposición Internacional de Higiene de 1900, caracterizados por una apariencia marcadamente ecléctica rellamando el nuevo estilo modernista. Uno de los pabellones, ordenado por el Ayuntamiento y construido con carácter definitivo, fue posteriormente sede del Club de Tenis.
La Villa fue restaurada entre 1997 y 1999 por Alessandro Mendini y su estudio; se rediseñaron los quioscos, las vallas y las zonas verdes y se realizó una nueva instalación de iluminación. La restauración fue objeto de crítica debido a la ruptura con el preexistente estilo neoclásico y la alteración del aspecto botánico de la histórica Villa del siglo XIX.

## Descripción

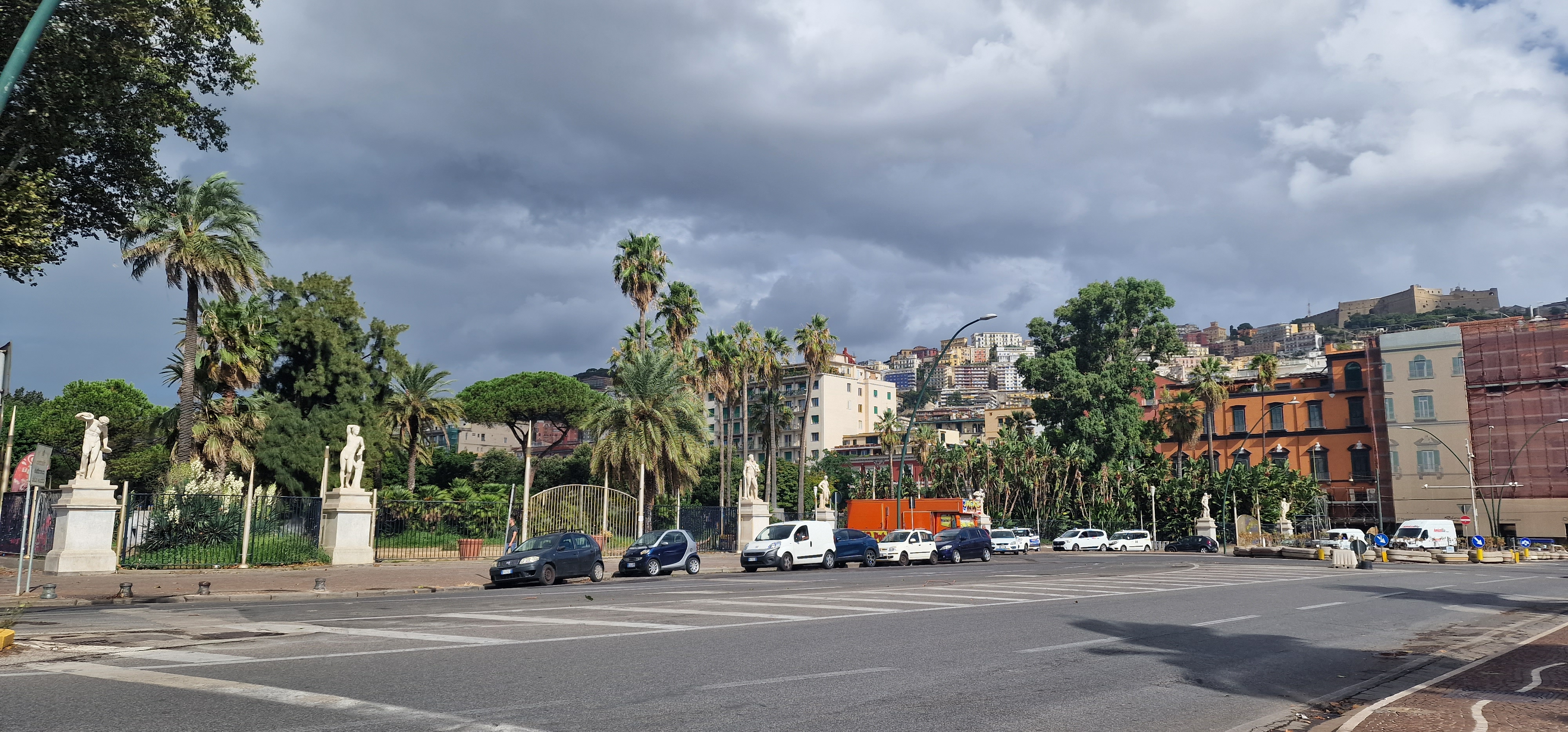
Entrada principal en Piazza della Vittoria.

La Villa Comunale se abre con un camino recto adornado con copias neoclásicas de estatuas de época romana, además de grupos escultóricos y fuentes de época tardo-renacentista. La estatuas fueron colocadas en el siglo XIX para sustituir algunas obras de la Colección Farnesio, luego trasladas al Museo Arqueológico. Además de las esculturas y de las fuentes, el parque está salpicado por varios edificios de épocas diferentes.
Fuentes
- fontana della Tazza di Porfido (llamada delle Paparelle), caracterizada por una gran taza de pórfido, procedente de las ruinas de Paestum;
- fontana di Santa Lucia, obra de los escultores  Michelangelo Naccherino y Tommaso Montani (1606), así llamada porque antes se encontraba en Via Santa Lucia;
- fontana del Ratto d'Europa de Angelo Viva, trasladada de Via della Marinella (1798);
- fontana del Ratto delle Sabine;
- fontana di Lucio Papirio (también llamada di Oreste ed Elettra);
- fontana di Castore e Polluce;
- fontana della Flora Capitolina;
- fontana della Flora del Belvedere;
- fontana del Ratto di Proserpina.

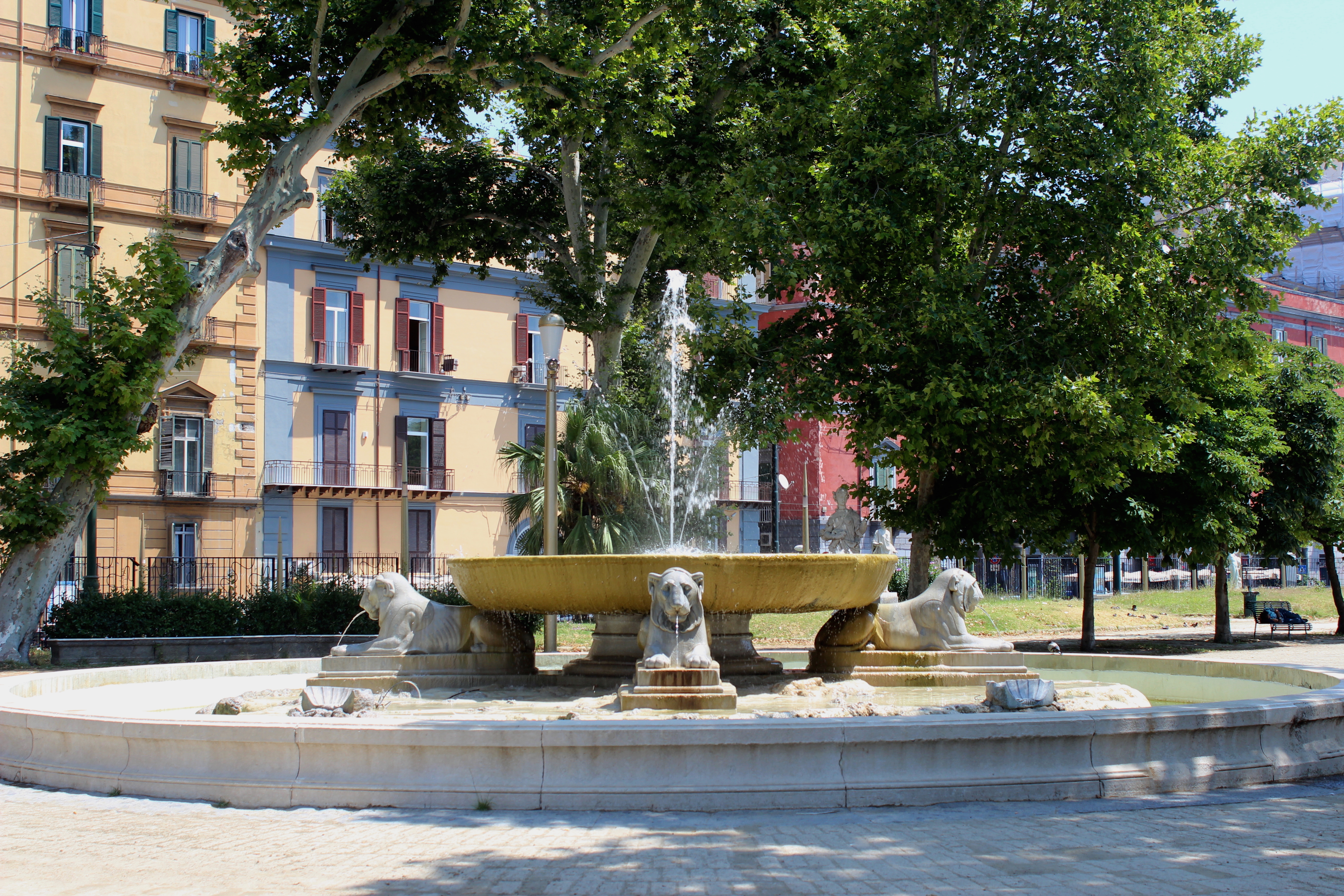
Fontana della Tazza di Porfido
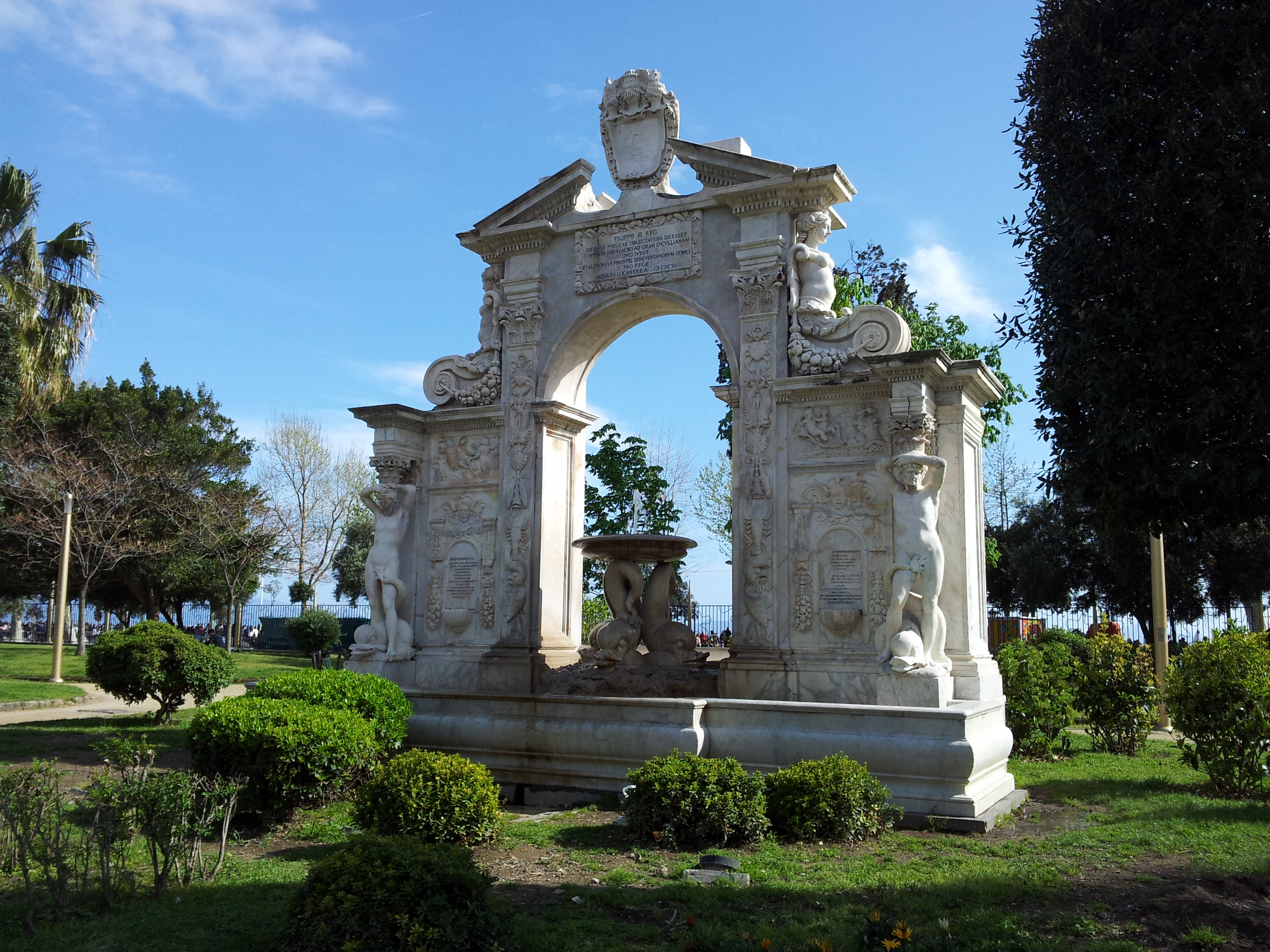
Fontana di Santa Lucia
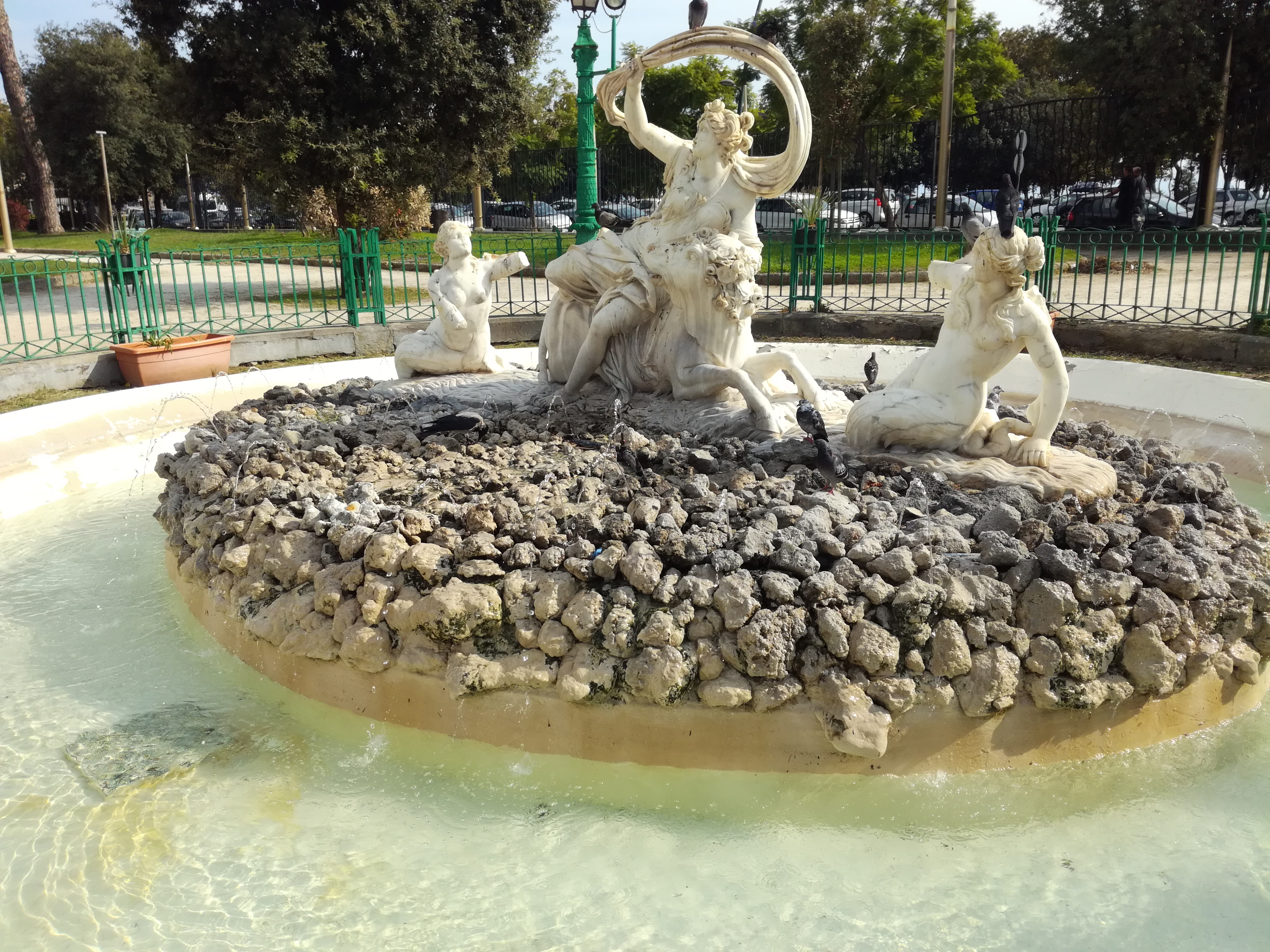
Fontana del Ratto d'Europa
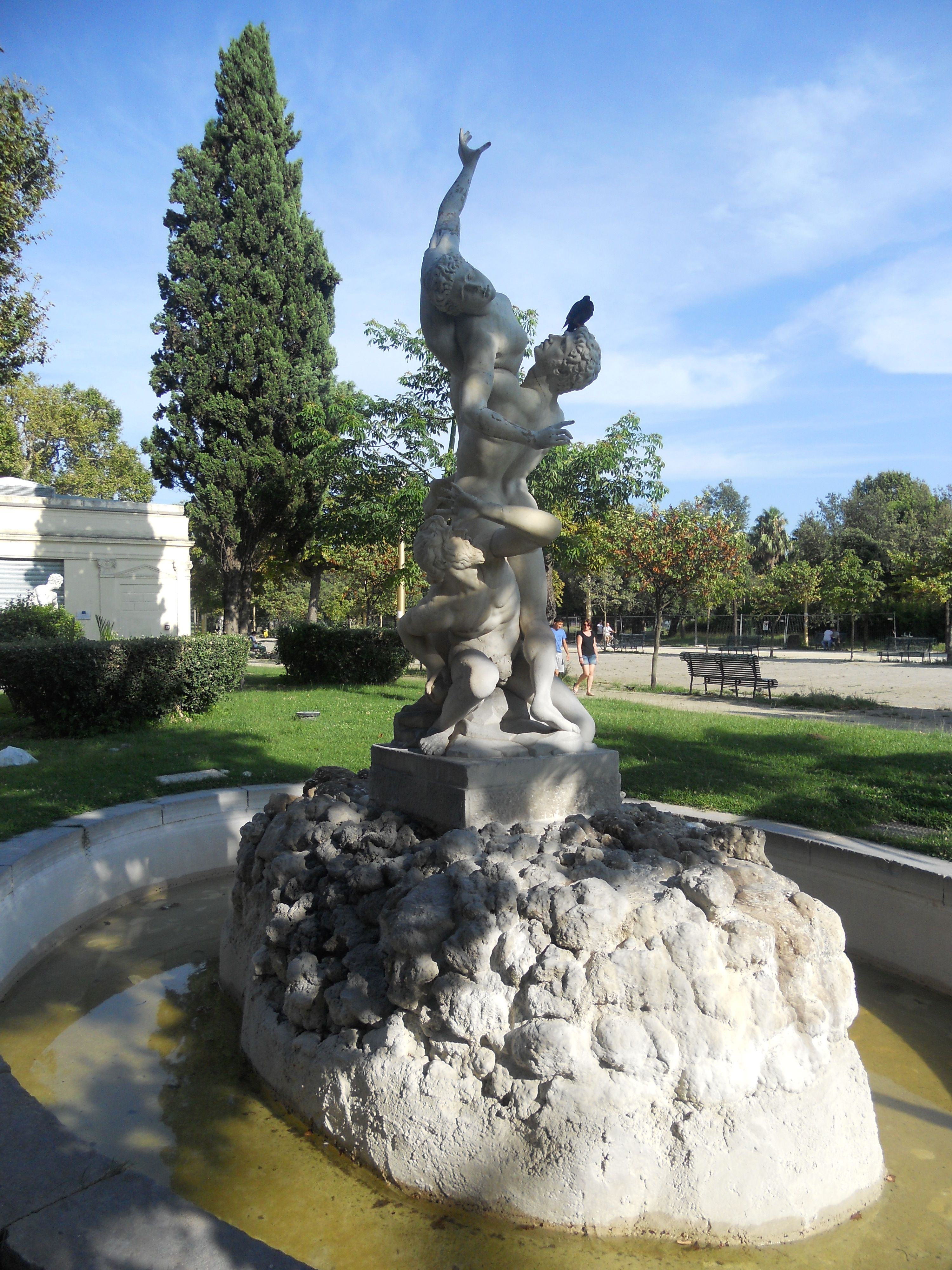
Fontana del Ratto delle Sabine
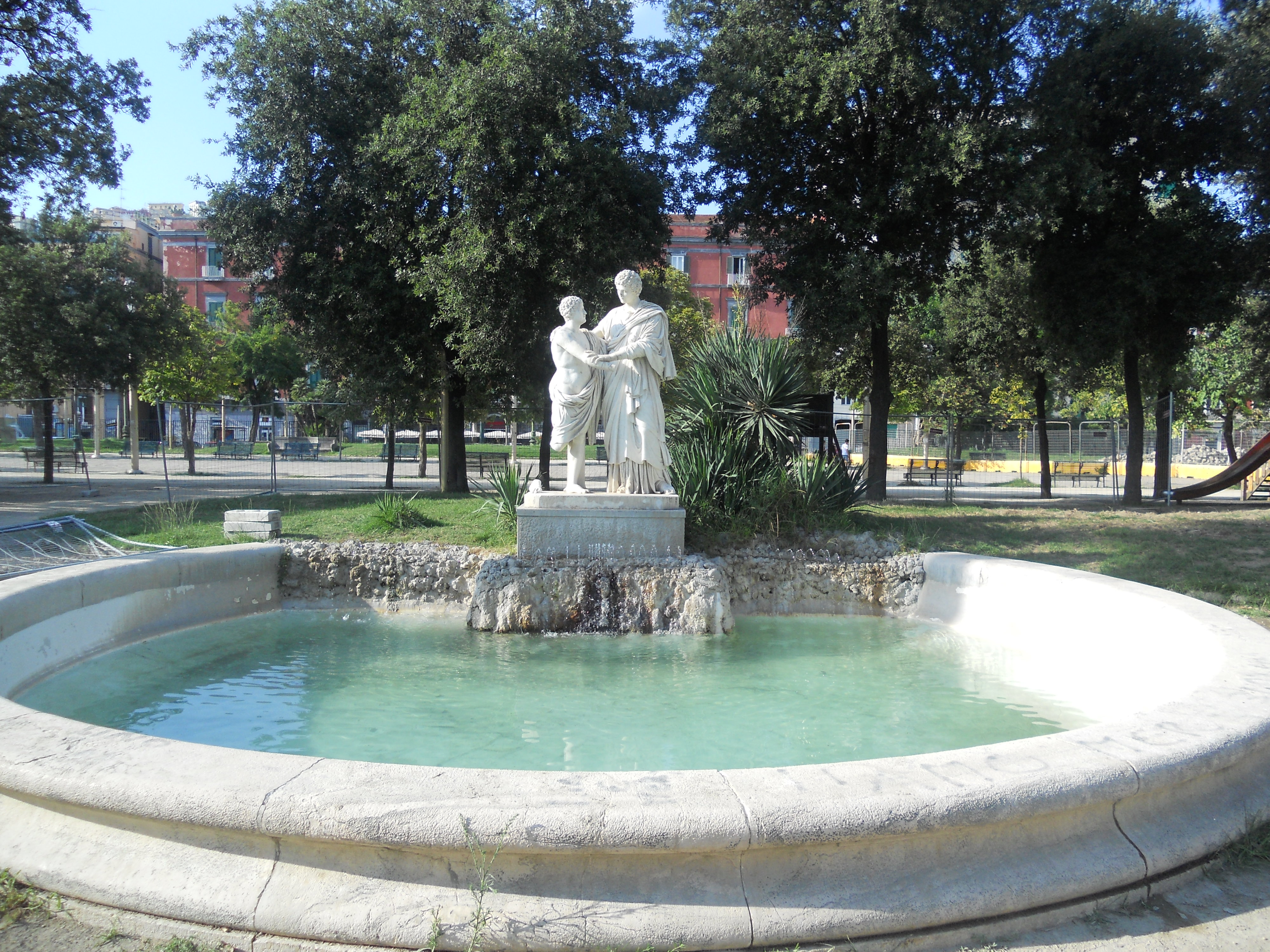
Fontana di Lucio Papirio
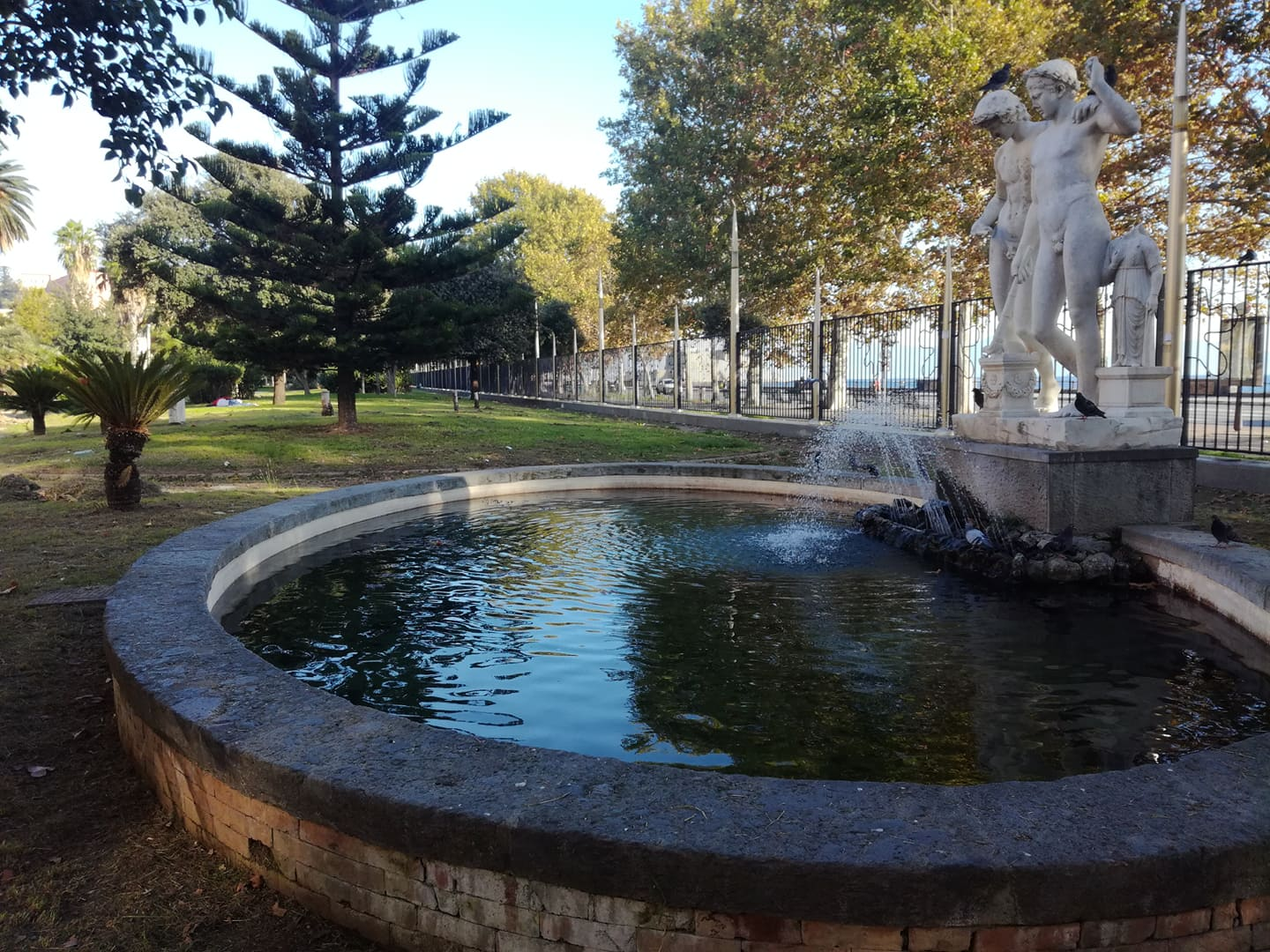
Fontana di Castore e Polluce
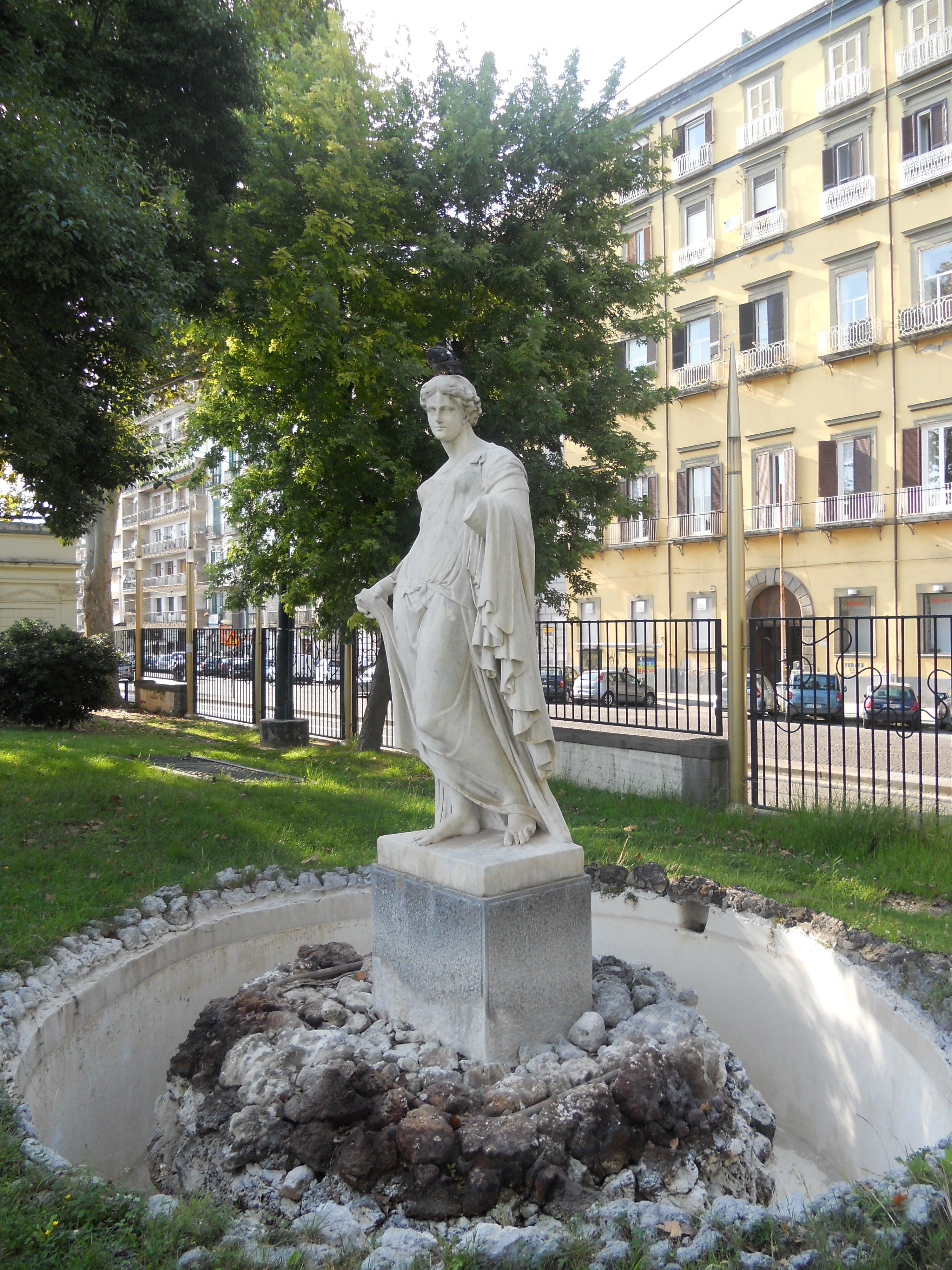
Fontana della Flora Capitolina

Esculturas neoclásicas
A comienzos del siglo XIX fueron colocadas en la primera parte de la Villa varias esculturas neoclásicas del siglo XVIII, procedentes del Palacio Real de Caserta, representando temas mitológicos. Una parte de éstas fueron esculpidas por el genovés Tommaso Solari sénior; otra, en cambio, es obra del romano Andrea Violani. Las fuentes del Ratto delle Sabine, Ratto di Proserpina, Castore e Polluce, Lucio Papirio, Flora del Belvedere y Flora Capitolina están decoradas con grupos escultóricos de Solari.
Estatuas y bustos de personajes ilustres
En la Villa se encuentran varios bustos y estatuas de ilustres personajes nativos de Nápoles o relacionados con la ciudad, realizados entre los siglos XIX y XX.
Las estatuas representan a:

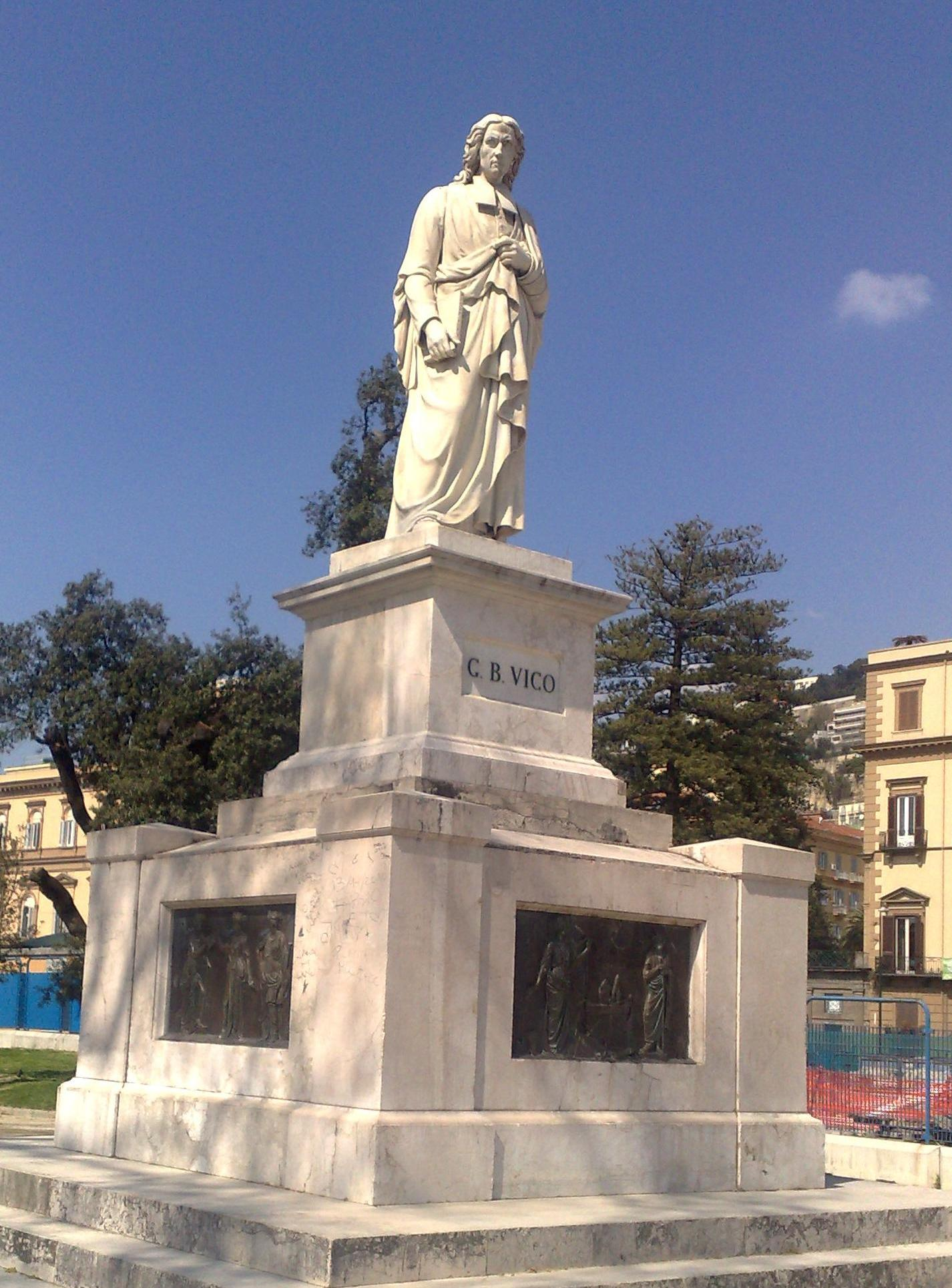
Estatua de Giambattista Vico.

- Giambattista Vico, esculpida por Leopoldo de Borbón-Dos Sicilias, conde de Siracusa, en 1862;
- Pietro Colletta, obra de Gennaro Calì (1866);
- Sigismund Thalberg, esculpida por Giulio Monteverde en 1879 e inaugurada en 1881.

Los bustos representan a:
- Enrico Pessina;
- Giovanni Bovio;
- Luigi Settembrini;
- Alfredo Cottrau;
- Edoardo Scarfoglio;
- Errico Alvino;
- Francesco Del Giudice;
- Giorgio Arcoleo;
- Francesco De Sanctis;
- Gioacchino Toma;
- Errico De Marinis;
- Giuseppe Semmola;
- Giosuè Carducci;
- Vito Fornari.

También hay una escultura dedicada a los italianos que llegaron para ayudar a la ciudad en ocasión de una epidemia de cólera en 1884, ejecutada por Vincenzo Jerace, hermano del más conocido Francesco, representando a un pelícano que se destripa para alimentar a sus hijos.
Monumentos arquitectónicos
Entre los notables ejemplos de arquitectura se encuentran:
- el templo circular de Torquato Tasso, obra neoclásica de Stefano Gasse, en cuya parte central está un busto de Tasso esculpido por Tito Angelini;
- el templo de Virgilio, obra del mismo Gasse, erigido en 1825-1826 (en el lugar donde el historiador Karl Julius Beloch, en 1890, supuso la ubicación de la tomba del poeta alternativa a aquella comúnmente supuesta), en cuyo interior se encuentra una herma del poeta esculpida en 1836 por Angelo Solari, hijo de Solari sénior;
- la casina Pompeiana (originalmente padiglione pompeiano o Pompeiorama), construida en 1870 como exposición de vistas de las excavaciones arqueológicas de Pompeya;
- la grande cassa Armonica (quiosco de música) de hierro fundido y vidrio, obra de Errico Alvino (1877);
- la Estación Zoológica Anton Dohrn;
- el Edificio del Círculo de la Prensa, realizado por los arquitectos Luigi Cosenza y Marcello Canino en 1948;
- el obelisco meridiana.

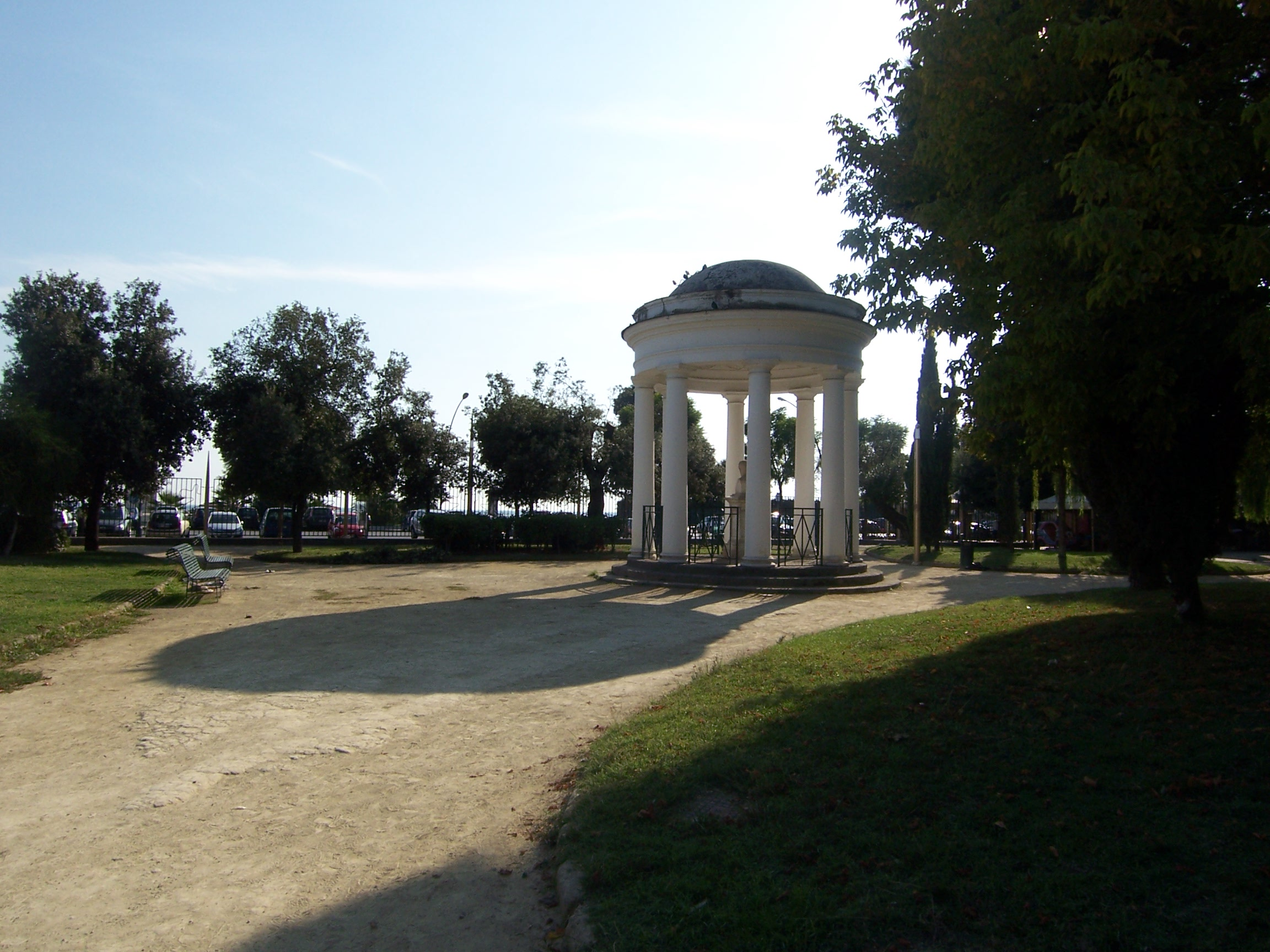
Templo de Torquato Tasso
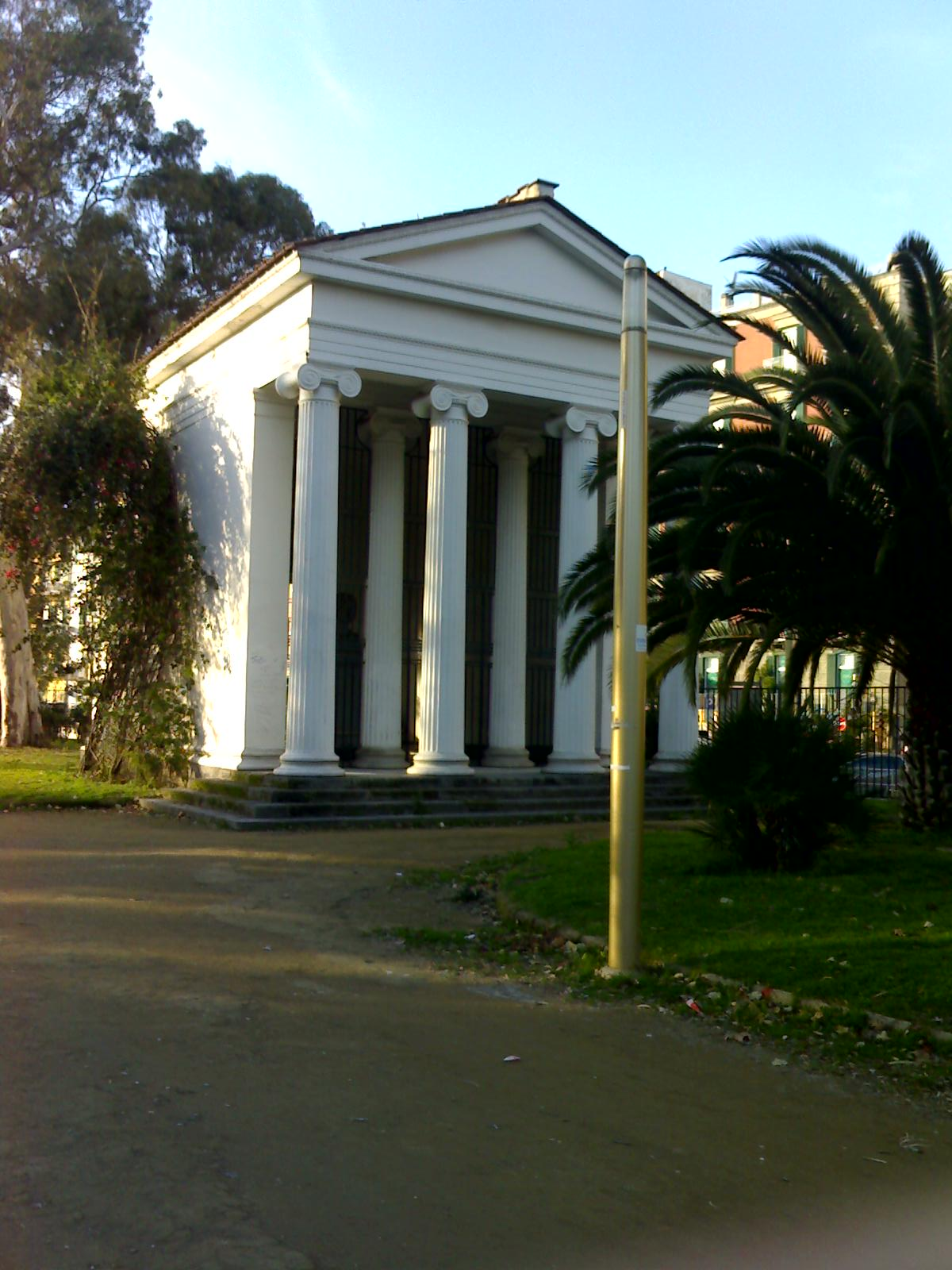
Templo de Virgilio
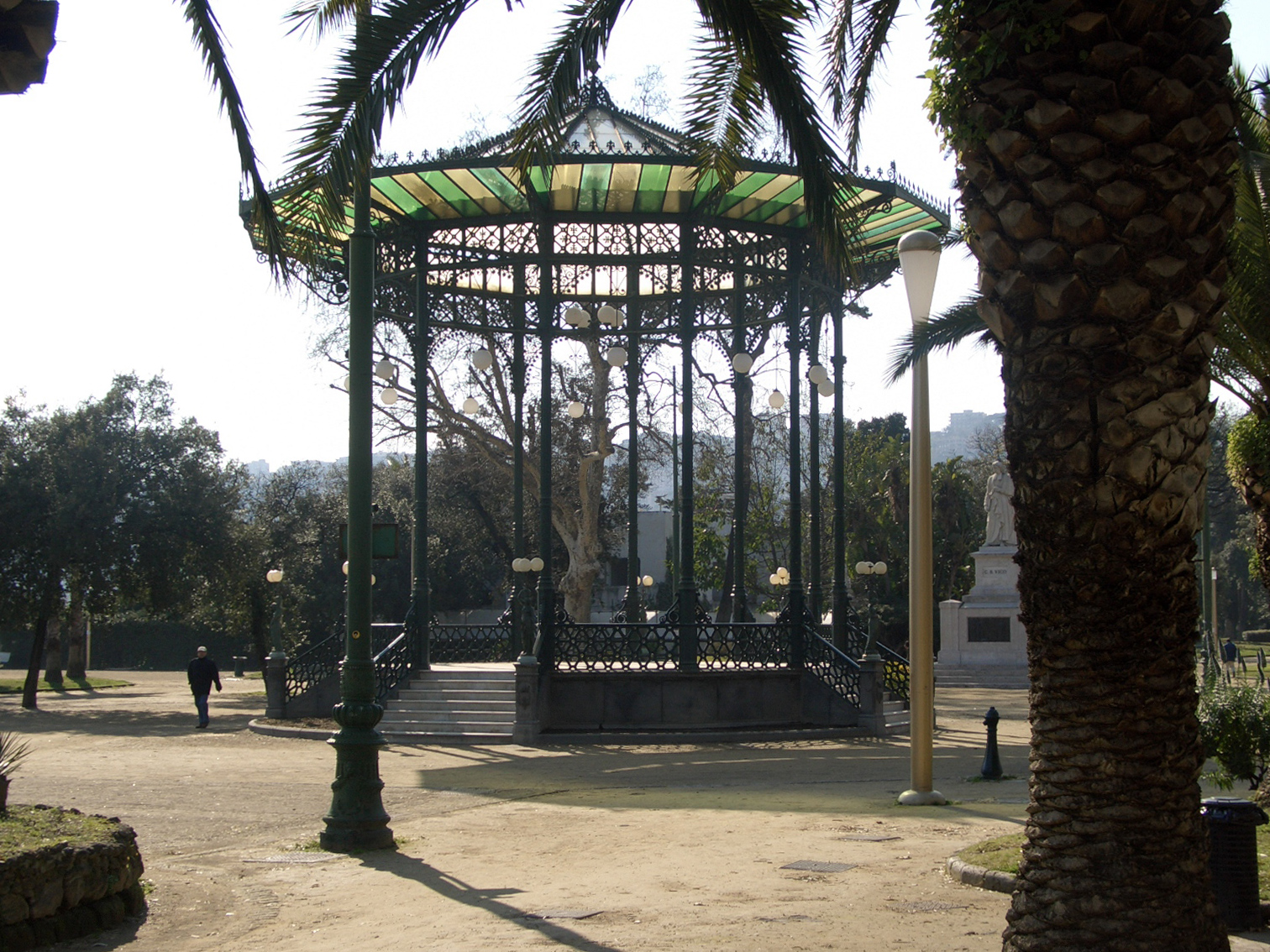
Quiosco de música
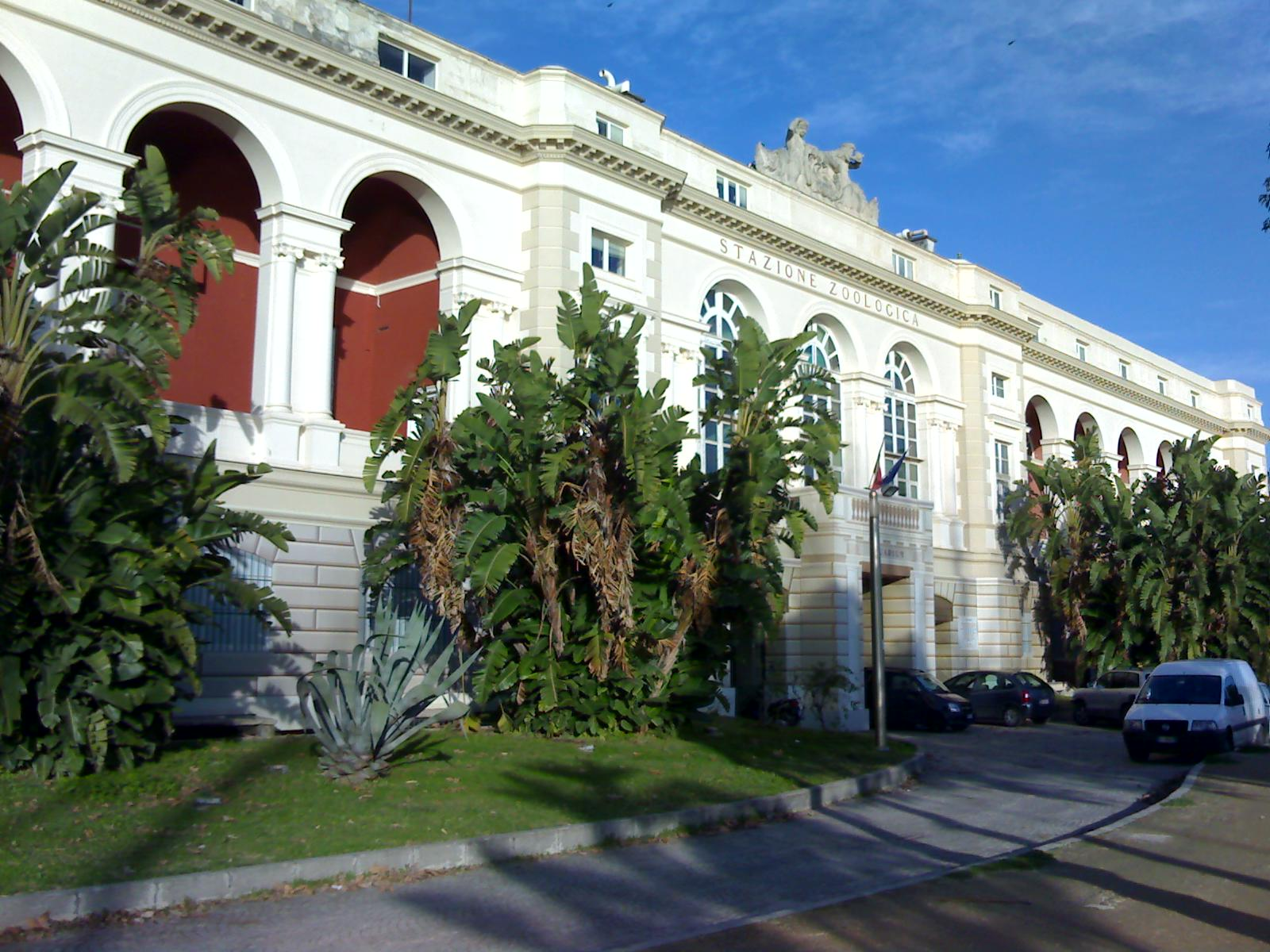
Estación Zoológica Anton Dohrn
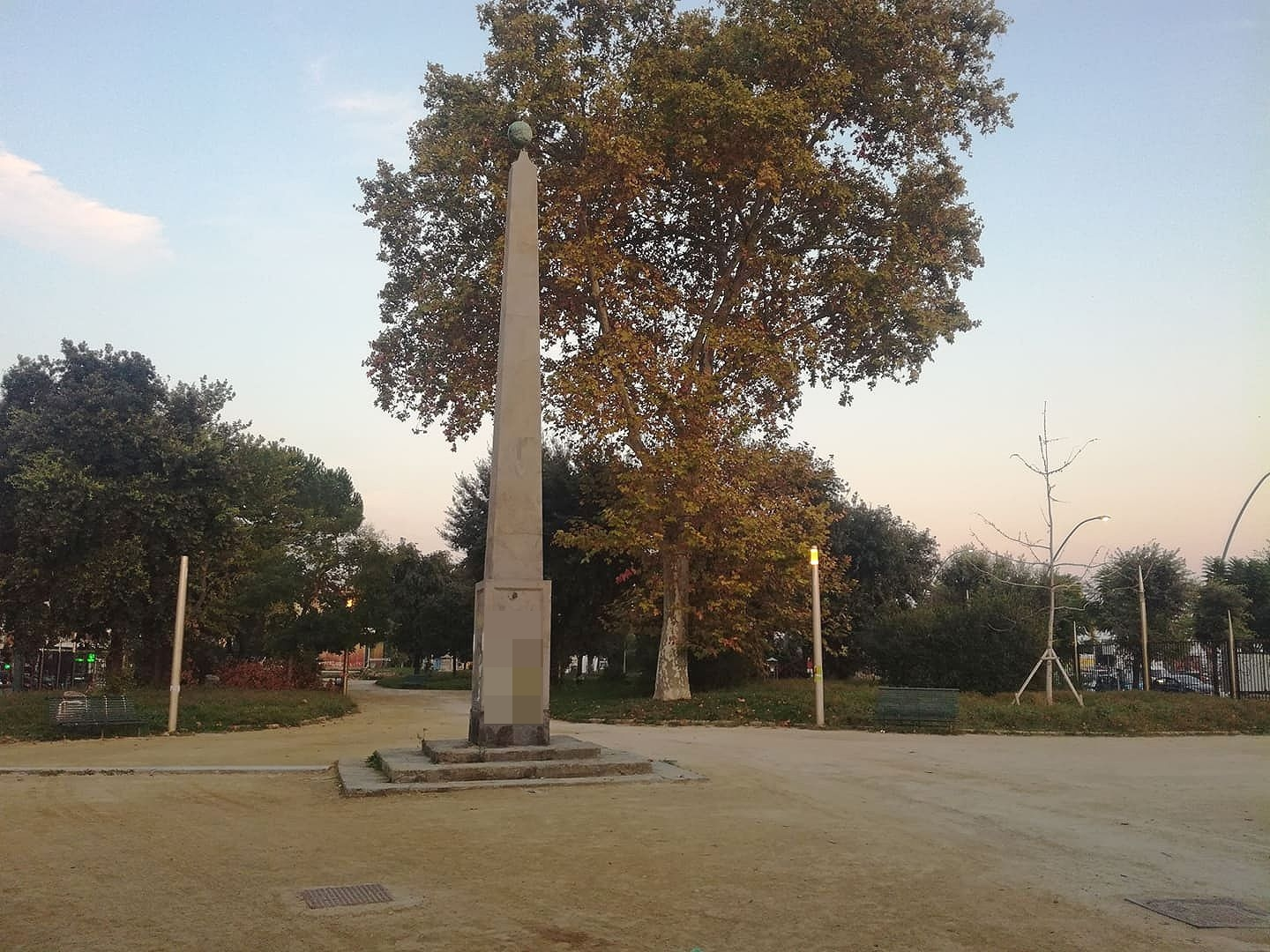
Obelisco meridiana